# Josef Kovář
Josef Kovář (15. října 1901, Skalice u Soběslavi – 29. ledna 1966, Praha) byl český spisovatel, autor próz pro mládež především z přírodního prostředí.

## Život
Kovář pocházel z rolnické rodiny. V letech 1916–1920 vystudoval učitelský ústav v Soběslavi a poté v letech 1920–1924 učil na různých místech v Čechách (Ratiboř, Písnice, Frýdlant), v letech 1925–1936 v Dolní Poustevně, 1936–1938 ve Cvikově a od roku 1938 až do důchodu v roce 1961 v Českém Brodě. Zde byl také v letech 1945–1949 předsedou ONV a věnoval se osvětové práci. V letech 1953–1955 vystudoval dálkově Vysokou školu pedagogickou v Praze.
V Kovářových knihách pro mládež (s výjimkou několika historických povídek) se propojuje život zvířat v přírodě s napínavým dějem. Příběhy se odehrávají jednak v jeho rodném rybníkářském kraji, jednak i v oblastech poněkud exotičtějších (Podkarpatská Rus, Finsko, Tádžikistán). Hrdiny jsou buď zvířata nebo děti. Oblíbeným Kovářovým tématem jsou také skautské tábory.

## Dílo
- Synové lesů (1937), povídka, lovecké příhody chlapců z Hvězdenské myslivny.
- Skautský rok družiny Kamzíků (1938, povídka, příběhy sedmi skautů v Lužických horách.
- Lovci v zálesí (1940), povídka, podivné příhody Ivana-zálesáka.
- Prázdniny v táboře „Dívčí válka“ (1940), povídka, příběhy skautské dívčí družiny, roku 1992 vydáno pod názvem Dívčí válka.
- Šarkán (1940), román divokého koně.
- Kouzlo polonin (1940), povídka z přírody a z hor Podkarpatské Rusi.
- Princ Dabby (1941), povídka, příběhy eskymáckého psa.
- Dva tajemní rytíři (1941), historická povídka.
- Julinka z hájovny (1941), dívčí románek.
- Medvědí hory (1941), povídka z Podkarpatské Rusi.
- Vodáci od sedmi stříbrných jezer (1941), povídka z Kovářova rodného rybníkářského kraje.
- Modrá zář (1942), povídka, chlapecké dobrodružství dvou bratrů, přepracováno 1949.
- Čing–ptačí král (1944), román, ilustroval Zdeněk Burian, napínavá historie tádžického loveckého orla Činga, přepracováno roku 1959 s názvem Čing, hrdý orel Tádžikistánu.
- Losí stopy (1944), povídka z Finska, dobrodružství lovce Martina a jeho losa Siki
- Černý vlk (1944), povídka z Podkarpatské Rusi.
- Syn řeky (1946), román chlapce hrdiny.
- Pánův trubač (1946), historická povídka.
- Lov na výrovce (1947), povídka z rodného autorova kraje.
- Bojar na stopě (1947), povídka, dobrodružství policejního psa.
- Pod korouhví krále Jana (1948), historická povídka.
- Světlušky (1948), povídka, z deníčku nejmenších skautek
- Rytíř stříbrného meče (1949), historická povídka.
- Čing, hrdý orel Tádžikistánu (1959), nové přepracované vydání románu Čing–ptačí král.
- Jedeme na přehradu (1963, plastické naučné leporelo.